# Severní provincie (Rwanda)

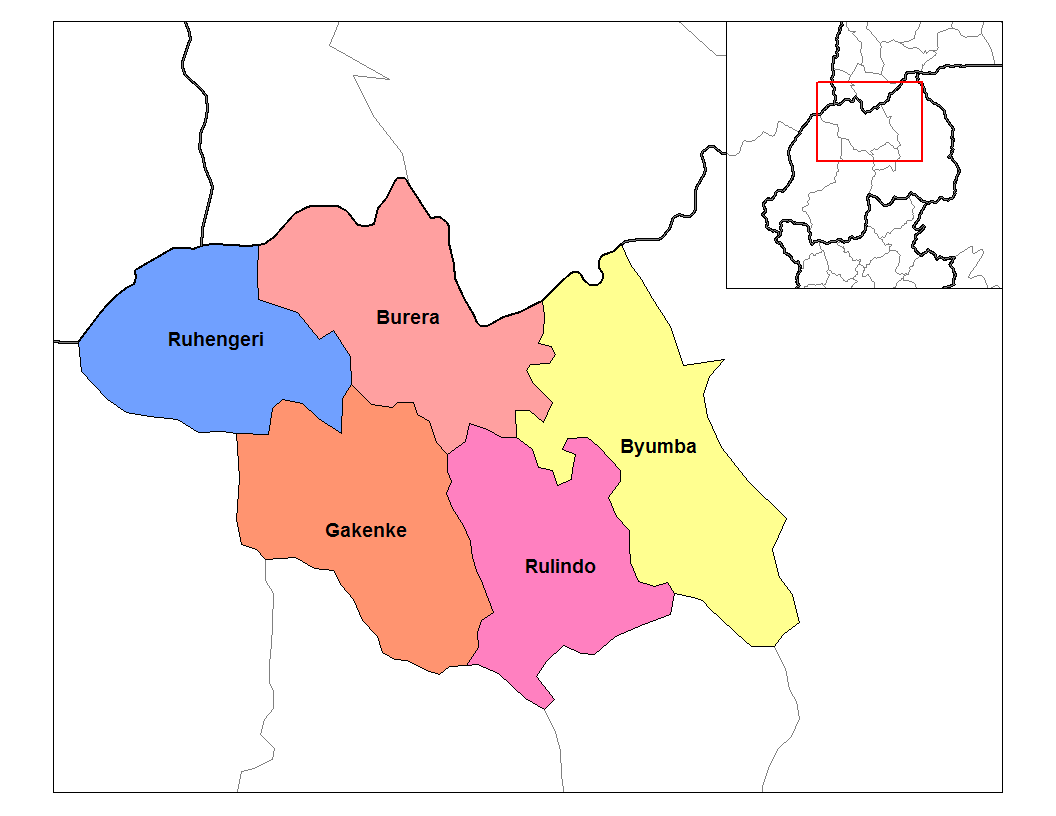
Distrikty v Severní provincii

Severní provincie (v kinyarwandě Intara y'Amajyaruguru, francouzsky Province du Nord, užívaný název je Nord Province nebo jen zkráceně Nord) je jedna z pěti provincií a vyšší územně-správní jednotka ve Rwandě. Provincie vznikla 1. ledna 2006 jako jedna z nově ustanovených územních jednotek. Do konce roku 2005 byla Rwanda členěna na 12 prefektur, ale kvůli stále přetrvávajícím etnickým problémům bylo vytvořeno nové členění sestávající ze čtyř provincií a jednoho města (hlavní město Kigali). Správním centrem provincie je město Byumba. Počet obyvatel dosahuje 1,6 milionů (přesné údaje se liší).

## Geografie
Severní provincie sousedí na severu s Demokratickou republikou Kongo a s Ugandou, na východě s Východní provincií, na jihu s Jižní provincií a provincií Ville de Kigali a na západě se Západní provincií. Svou polohou zaujímá především území původních prefektur Ruhengeri a Byumba a předměstí hlavního města Kigali.
Severní provincie se dále člení na pět distriktů, které tvoří nižší územně-správní jednotky:
- Burera
- Gakenbe
- Gicumbi
- Musanze
- Rulindo

Oblast Severní provincie je hornatá s nejvyšší horou Karisimbi (4 507 m n. m.). Oblasti dominují sopky, které se nacházejí v pohoří Virunga.

## Hospodářství
Hlavním zdrojem obživy obyvatel je zemědělství s převažující živočišnou výrobou. Z průmyslu dominuje zpracování wolframu, coltanu a cínu a těžba písku. Doprava je provozována na silnicích, řekách a jezerech. Vodní toky disponují dvěma vodními elektrárnami.